# Bataille des Frontières (guerre d'Algérie)
Pour la bataille de la Première Guerre mondiale, voir Bataille des Frontières.
Guerre d'Algérie
Batailles
- Toussaint rouge
- Opération Eckhmül
- Opération Aloès
- Opération Véronique (en)
- Opération Violette
- Massacres d'août 1955 dans le Constantinois
- Opération Timgad
- Bataille d'El Djorf
- Opération Oiseau bleu
- Embuscade de Palestro
- Bataille d'Alger
- Bataille de Bouzegza
- Bleuite
- Bataille de Timimoun
- Bataille des Frontières
- Combat du Fedj Zezoua
- Coup d'État du 13 mai 1958
- Opération Résurrection
- Opération Couronne
- Opération Brumaire
- Plan Challe
- Opération Jumelles
- Semaine des barricades
- Manifestations de décembre 1960
- Putsch des généraux

- Bataille de Bab El Oued
- Fusillade de la rue d'Isly
- Massacre d'Oran

La bataille des Frontières, ou bataille du barrage, est l'ensemble des opérations militaires menées principalement sur la Frontiere algéro-tunisienne pendant la Guerre d'Algérie, du 21 janvier au 28 mai 1958, par les Unités parachutistes de l'armée française contre les tentatives de franchissement en force du barrage de la ligne Morice par les combattants algériens de l'Armée de libération nationale (ALN), la branche armée du FLN, stationnés en Tunisie.
Les furieux combats portent un coup dur aux combattants de l'ALN. Cette défaite débouche sur une crise politique sans précédent au sein du FLN. Trop éprouvée par le choc frontal avec le barrage électrifié et les unités parachutistes, l'ALN renonça à poursuivre son offensive.
Dans les mois suivants, une situation analogue devait s'établir à la frontière marocaine. Dès lors, la résistance intérieure des combattants de l'ALN se trouva coupée de l'extérieur et comme encagée en Algérie : le terrain étant ainsi préparé pour les opérations à grande échelle du plan Challe.

## Histoire

### Contexte
Au mois de janvier 1958, l’insurrection algérienne dure depuis plus de trois ans. À l'extérieur, le FLN est soutenu par l'Égypte nassérienne, le Maroc, et surtout par la Tunisie que son indépendance, en 1956, a consacré comme la véritable base arrière du FLN.
Habib Bourguiba permet au FLN d'avoir son siège à Tunis et à l'ALN d'installer, en toute liberté, des bases et des camps d'entraînement à proximité de la frontière algérienne : Ghardimaou, Sakiet Sidi Youssef, Le Kef, Tajerouine, Thala, Thélepte, Gafsa et Kasserine. Une fois instruites, les katibas viennent alors renforcer les wilayas de Kabylie, de l'Algérois ou de l'Aurès, leur apportant armes et munitions. L'Oranais étant à la charge de l'ALN du Maroc. Le Constantinois et l'Aurès constituent donc, en 1958, les théâtres les plus importants du conflit algérien.
L'enjeu pour l'ALN est de faire rentrer en Algérie le maximum possible d'unités de combat afin de créer de véritables réduits nationaux où s'implanterait un Gouvernement provisoire de la République algérienne (GPRA) reconnu par les Nations unies. À la même époque, les services de renseignements français situent dans l'immense forêt de chênes-lièges de l'Ouest-Tunisien, entre Tabarka et le « Bec de Canard » de Souk Ahras, les wilayas I, II et III et 15e faileks de l'ALN comprenant environ 1 200 et 1 500 hommes chacun destinés à rejoindre la wilaya II et la wilaya III. Deux autres faïleks comprenant environ 2 000 hommes destinés à la wilaya I et la wilaya IV, sont stationnés en face des mines de fer d'Ouenza.
Confronté à une situation toujours plus délicate, l'armée française cherche des parades efficaces aux infiltrations plus nombreuses depuis l'indépendance de la Tunisie en 1956. En automne 1957, plus de 2 000 armes par mois passent la frontière et sont distribuées dans les willayas I, II et III. Le gouvernement français exerce de fortes pressions sur la Tunisie, la menaçant même de représailles si les franchissements continuent. En vain. La solution ne peut être que militaire. La mission principale des forces françaises devient l'interception et la destruction des bandes armées qui traversent le barrage de la ligne Morice, s'étendant sur 460 kilomètres de la Méditerranée aux confins sahariens.

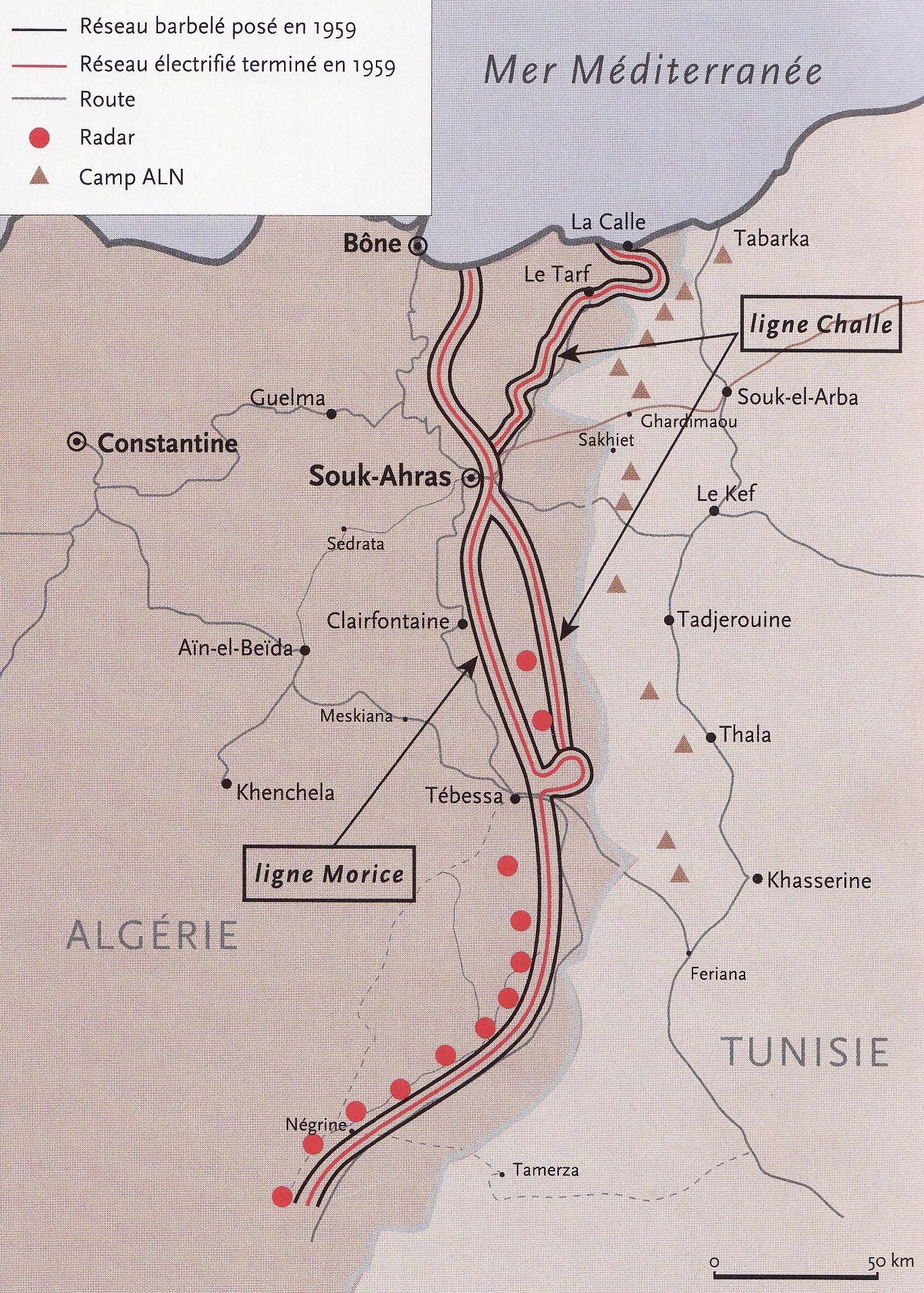
Cartographie de la ligne Morice.

### Conception
En janvier 1958, le général Salan donne l'ordre de détruire toutes les katibas venues ou à venir de Tunisie, avant ou après le franchissement du barrage. Il affecte au général Vanuxem, alors commandant de la zone Est Constantinois et responsable du barrage, toutes les réserves générales dont il dispose, c'est-à-dire le 1er régiment étranger de parachutistes (REP) du lieutenant-colonel Jeanpierre, le 9e régiment de chasseurs parachutistes (RCP) du colonel Buchoud, le 14e RCP du lieutenant-colonel Ollion, le 8e RPC du lieutenant-colonel Fourcade et le 3e RPC du colonel Bigeard ultérieurement remplacé par le colonel Trinquier.
Ces cinq régiments patrouillent sur les grands axes d'infiltration en complément du dispositif de protection habituel du barrage, soit quatre régiments en avant de celui-ci, six régiments mécanisés chargés de la « herse » et six régiments des secteurs occupant le terrain. Trois détachements d'hélicoptères sont disponibles à Guelma, Tébessa et Bir el-Ater. Sur demande, un appui léger de l'aviation avec des North American T-6 Texan ou lourd avec des Corsair de l’aéronavale peut être fourni par les bases aériennes de Bône et de Tébessa.

### Bataille
Le théâtre d'opérations principal est défini par les couloirs de pénétration à partir du « Bec de canard » dessiné autour de Ghardimaou, de part et d'autre des monts de la Medjerda, vers Souk Ahras et Guelma. Les forces engagées par l'Armée de libération nationale (ALN) autour de La Calle, de Souk Ahras et de la mine de fer d'Ouenza, à partir de sa base de l'Est, représentent la valeur de trois bataillons composés chacun de trois katibas de 250 à 300 hommes. Dans la première bataille de Souk-Ahras, du 1er au 8 février 1958, ces unités affrontent l'équivalent de cinq régiments parachutistes, sans compter les unités de secteur et les troupes de la « herse » assurant la sécurité de la ligne Morice, étendue sur 700 km, et jouant leur rôle d'avertisseur à chaque tentative de franchissement.
Le 16 février 1958, la nouvelle organisation porte ses fruits. Les parachutistes aidés par le 18e régiment de dragons rattrapent deux katibas qui avaient franchi le barrage. Ils mettent hors combat 200 combattants, tués ou faits prisonniers, et récupèrent un important stock d'armes. Les 25-26 février, puis le 4 mars, d'autres katibas sont décimées dans les mêmes conditions.
Après un passage en force, le 18 mars, plus au nord, vers Mondovi, par une forte katiba venue de Tunisie et étrillée (113 tués) par onze compagnies héliportées, un autre échec, cette fois-ci d'Ouest en Est, a lieu à la même date par la katiba locale de la région de Souk-Ahras qui tente de se réfugier en Tunisie. À moitié détruite, elle est finalement interceptée par le 60e RI.

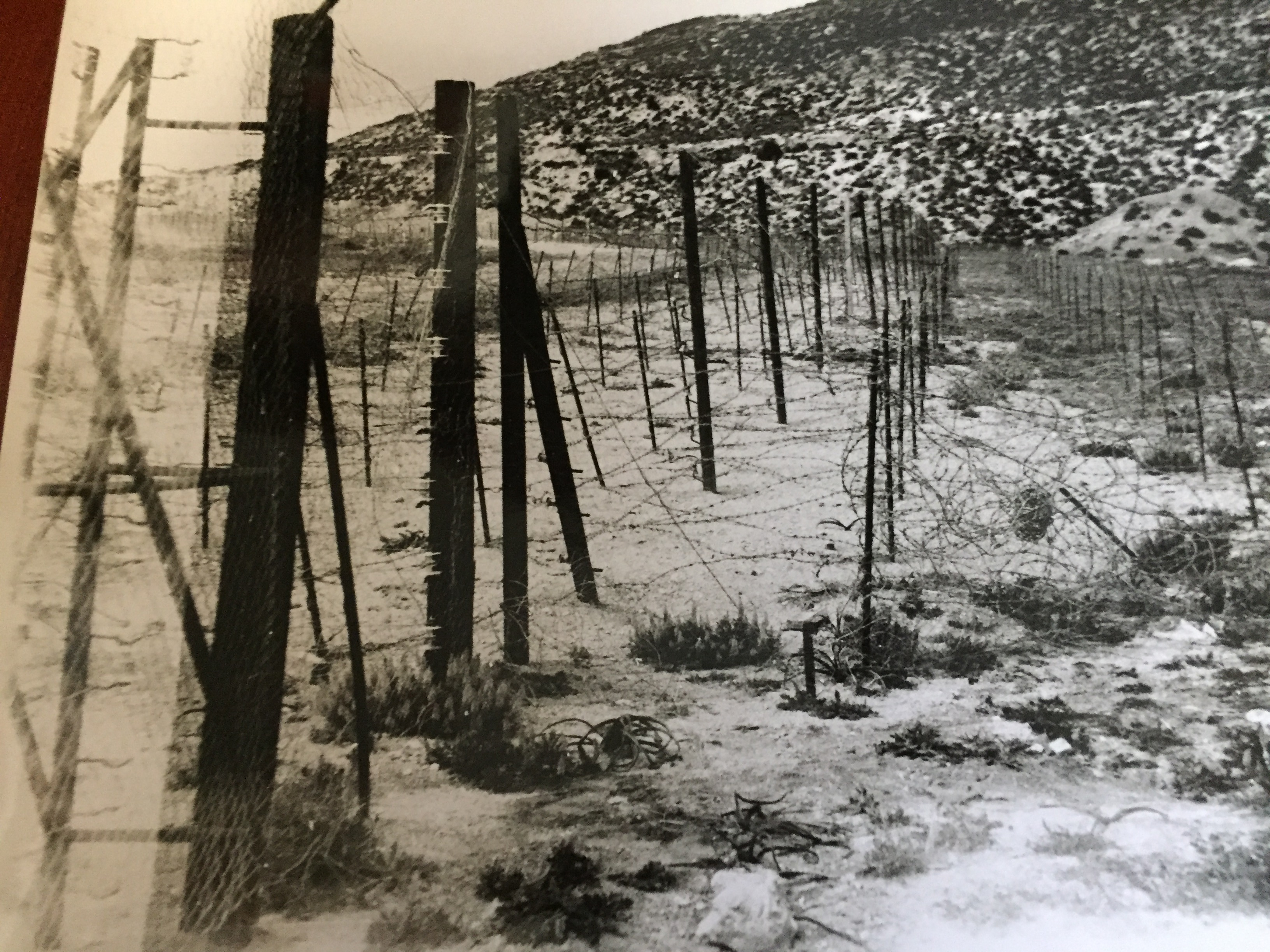
Ligne Morice.

Au centre du dispositif français, entre Montesquieu et Morsott, la pression est moins forte et la « herse » très vigilante des 14e RCP et 16e régiment de dragons empêchent tout franchissement, notamment lors d'une offensive dans la région d'Aïn Beïda qui met 250 combattants hors de combat. Le contournement du barrage par le sud est utilisé à El Ma el-Abiod, à travers la ligne radar en construction, en février 600 combattants et de 300 recrues réussissent à passer. Mais le 28 février, placé en réserve, le 3e RPC les accroche dans les monts des Nemencha. Avec l'aide des 8eRPC et 14e RCP une centaine de combattants est mise hors de combat. Ces tentatives fort loin des camps d'entraînement du Nord ne sont plus poursuivies après une interception réussie par les 3e RPC et 4eREI dans le Djebel Onk, le 2 avril 1958.
Reste l'option septentrionale, toutes forces réunies. Comme elle le fait depuis le 21 janvier, sans cesser de harceler les postes français des confins en avril, l'ALN se renforce ensuite du 4efaïlek, fort de 900 à 1 000 hommes. Pour le haut-commandement de l'ALN, il est impératif d'agir, le moral des wilayas intérieures dépourvues de logistique, ainsi que celui des jeunes recrues, laisse à désirer. L'ALN cherche un second souffle.
Du 28 avril au 3 mai plus de mille combattants se lancent dans une nouvelle phase offensive pour tenter de faire passer deux katibas à destination des wilayas I et II et une unité de transmissions destinée à la wilaya I. C'est un des paroxysmes de la guerre d'Algérie que cette seconde bataille de Souk Ahras dont l'essentiel se déroule dans le djebel d'EI-Mouadjène, allant jusqu'au corps à corps pour le 9e RCP du colonel Buchoud. Seul le tiers de la katiba d'acheminement de la wilaya III réussit à percer pour rejoindre, après une odyssée de 700 km, le cœur de la Kabylie.
En mai 1958, les forces françaises déciment encore plusieurs centaines de combattants. C'est au cours de la poursuite d'une « bande » infiltrée que le colonel Jeanpierre, chef de corps du 1er REP, trouve la mort, au sud-ouest de Guelma, le 29 mai 1958.

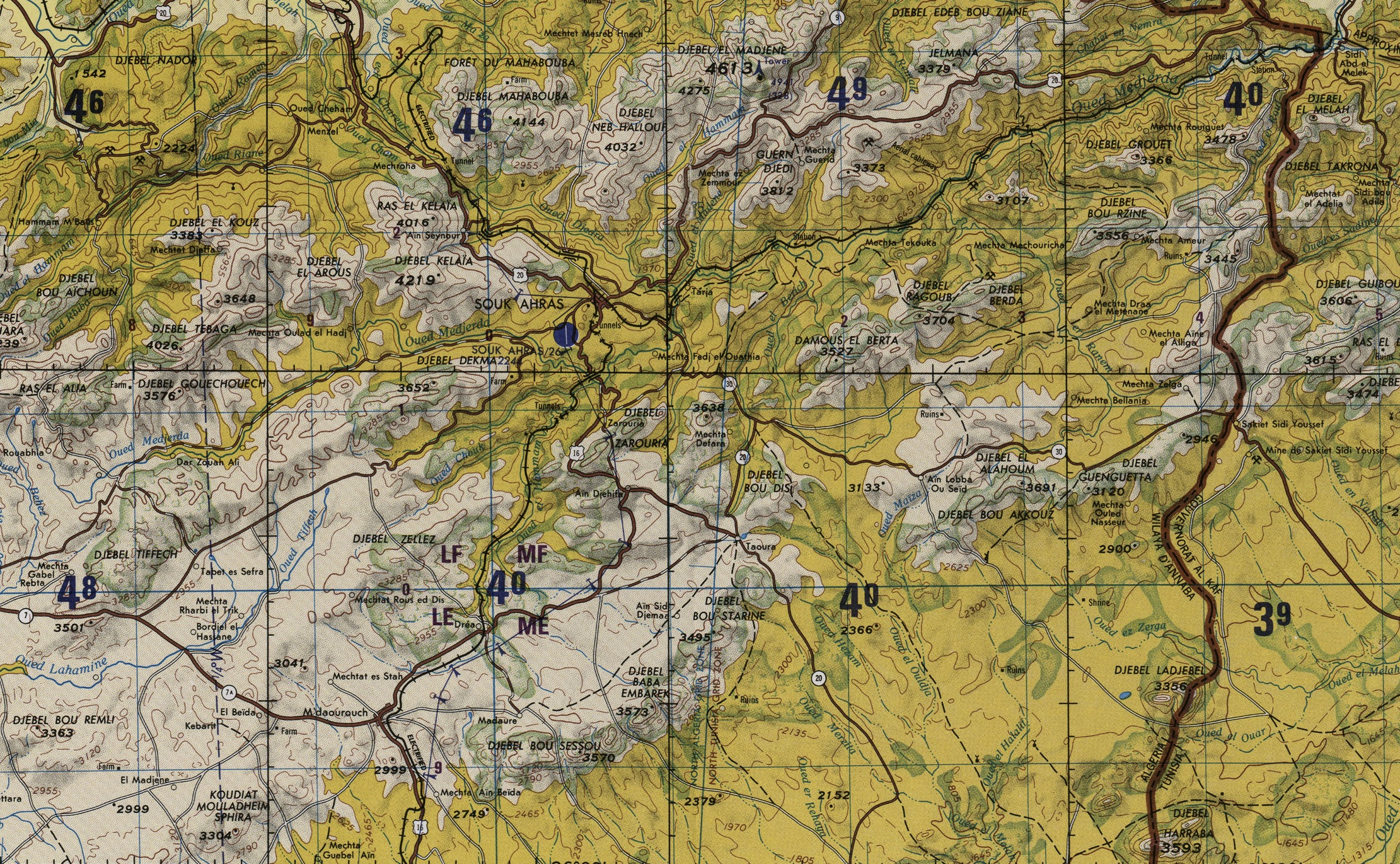
Carte des lieux de la bataille.

### Bilan des pertes
Les pertes de la bataille de la frontière sont cruelles des deux côtés, soit en quatre mois : 279 tués et 738 blessés dans les rangs des troupes françaises, entre 2 400 et 6 000 tués dans les rangs des combattants de l'ALN selon les estimations françaises, 300 prisonniers, 350 armes collectives et 3 000 armes individuelles saisies. Le bilan donné par le général Jean Delmas, ancien chef du service historique de l'armée de terre, à la fin des années 1990 fait état de près de 4 000 morts, 590 prisonniers, 350 armes collectives, 2 000 armes individuelles saisies du côté de l'ALN et de 273 tués et 800 blessés dans les rangs de l’armée française.
Après la bataille, le nombre des armes pénétrant en Algérie tombe, par mois, à 400, puis à 200 en 1959 et à 60 en 1960. En ce qui concerne les combattants de l'ALN, au début de 1957, le chiffre s'élève à 2 000 passages. De juillet 1958 à mars 1962, les franchissements chutent considérablement. Les tentatives de passage se traduisent souvent par des échecs ou des résultats dérisoires : en janvier et août 1959, les français enregistrent 2 échecs complets dans les secteurs de La Calle et de Duvivier (Bouchegouf, au sud de Bône). En février 1959, 50 combattants sur 250 qui ont tenté de franchir le barrage entrent en Algérie. Au mois de septembre, seuls 20 combattants sur 1 200 engagés parviennent à déjouer tous les pièges et à échapper aux troupes d'interception et arrivent dans des maquis exsangues.
En décembre, ce ne sont plus que 10 hommes sur 1 300 qui parviennent à se glisser dans le massif de l'Aurès. Le 13 mars 1960, Boumedienne lance 8 300 hommes de l'ALN de Tunisie, seuls 60, restants des 100 commandos conduits par le commandant Ahmed Bencherif, parviennent en Algérie avec 120 tonnes de munitions. Ce sera le dernier grand passage de L'ALN. De nombreux combattants sont tués lors du franchissement ou de l'interception. Ainsi, en juillet 1960, un échec total de la dernière grande tentative de franchissement du barrage oriental, l'ALN laisse 650 tués et blessés sur le terrain. Depuis longtemps, il eut un plus grand nombre de prisonniers que de tués lors des combats. Lorsque les combats s'arrêtent à la fin de la guerre, l'efficacité de la ligne Morice a répondu à ce qu'en attendait le commandement militaire : interrompre le flux logistique vers les willayas de l'intérieur, et empêcher le renfort de combattants bien entraînés. Alors que les derniers combats sont rudes, devant l'efficacité du barrage, les dirigeants de l'ALN engagent des moyens lourds,.